# Provincia Nuoro
Nuoro este o provincie în regiunea Sardinia în Italia.